# Роже Бернар
Роже Бернар (на френски: Roger Bernard) е френски лингвист и специалист по български език с международна репутация. Преподавал е в Националното училище за източни езици в Париж. Бил е ученик на проф. Леон Болю, специалист по славянски езици. Проф. Пол Боайе, преподавател по руски език, съветва младият Роже да изучава българския език като част от своята подготовка на елинист. Бернар следва съвета на учителя си и през 1929 – 1930 година се записва на курс по български език, преподаван от проф. Йордан Иванов, който по това време е професор по български език и литература в Националното училище за живи източни езици в Париж. Следващото лято (1930) той прекарва в България, където се влюбва в държавата и в нейната култура. Така започва дългогодишната любовна история между проф. Роже Бернар и България.
Проф. Бернар е измежду първите наградени с орден Кирил и Методий
Проф. Бернар е превел на френски голям брой класически български автори. Книгите на славянски езици от неговата лична библиотека са били дарени на Българския културен институт в Париж от неговите дъщери.

## Отличия
- Орден Кирил и Методий – I степен
- Почетен знак за заслуги към БАН (посмъртно – 10 януари 2001, Българско посолство в Париж)[4]